# 島津忠秀
島津 忠秀（しまづ ただひで、1912年（明治45年）3月27日 - 1996年（平成8年）7月9日）は、日本の水産学者・切手収集家・実業家。島津氏第31代当主。

## 生涯
第30代当主・島津忠重と伊楚子（徳大寺実則の五女）の長男として東京府に生まれる。香淳皇后の従弟でもある。
父の忠重は海軍兵学校へ進み軍人となったが、父からは「好きなことをやれ」と言われ、軍人ではない道を歩んだ。旧制学習院高等科から、川村多実二、駒井卓、岡田要たちを慕って京都帝国大学理学部に進む。卒業後は農林省に入省。
戦後は淡水区水産研究所河川部長、養殖部長、同研究所副所長などを歴任。アユの生態解明や養殖法を研究した。37年の研究職公務員生活から退いた後は、島津興業の会長を務めた。また、鹿児島大学水産学部で講義を行ったりもした。
動物切手の収集家として世界有数の存在。切手関係では島津 安樹朗（しまづ あきお）の筆名を持つ。
元夫人・昭子は近衛文麿の長女。戦後の混乱期に忠秀のもとを去って出入りの整体師・野口晴哉と駆け落ちし、『昭和のノラ事件』と呼ばれて話題になった。
1996年に84歳で逝去した。長男の忠敬は早世したため、次男の島津修久が家督を相続した。

## 栄典
- 1932年（昭和7年）4月15日 - 従五位[2]
- 1936年（昭和11年）5月1日 - 正五位[3]
- 1942年（昭和17年）5月15日 - 従四位[4]

## 家族
- 父：島津忠重（島津氏第30代当主）
- 母：島津伊楚子（徳大寺実則の五女）
- 妻：島津昭子（近衛文麿の長女）[5] ‐ 出入りの整体師・野口晴哉と駆け落ちし、1945年に離婚。
  - 長男：島津忠敬（早世）
  - 次男：島津修久（島津氏第32代当主）
  - 長女：滋子（大島義隆夫人）

## 著書
- 『動物切手』切手文化叢書　切手趣味社　1942
- 島津安樹朗『切手で見る動物図鑑 哺乳類篇』蒼風書院　1955
- 『動物切手総目録』切手趣味社　1958